# Storfjord (Møre og Romsdal)
Lo Storfjord (o Storfjorden, dove il suffisso -en rappresenta l'articolo determinativo in norvegese) è un fiordo della Norvegia che si estende per 110 km interamente nel distretto di Sunnmøre, nella contea di Møre og Romsdal, a sud-ovest della città di Ålesund.

## Nome

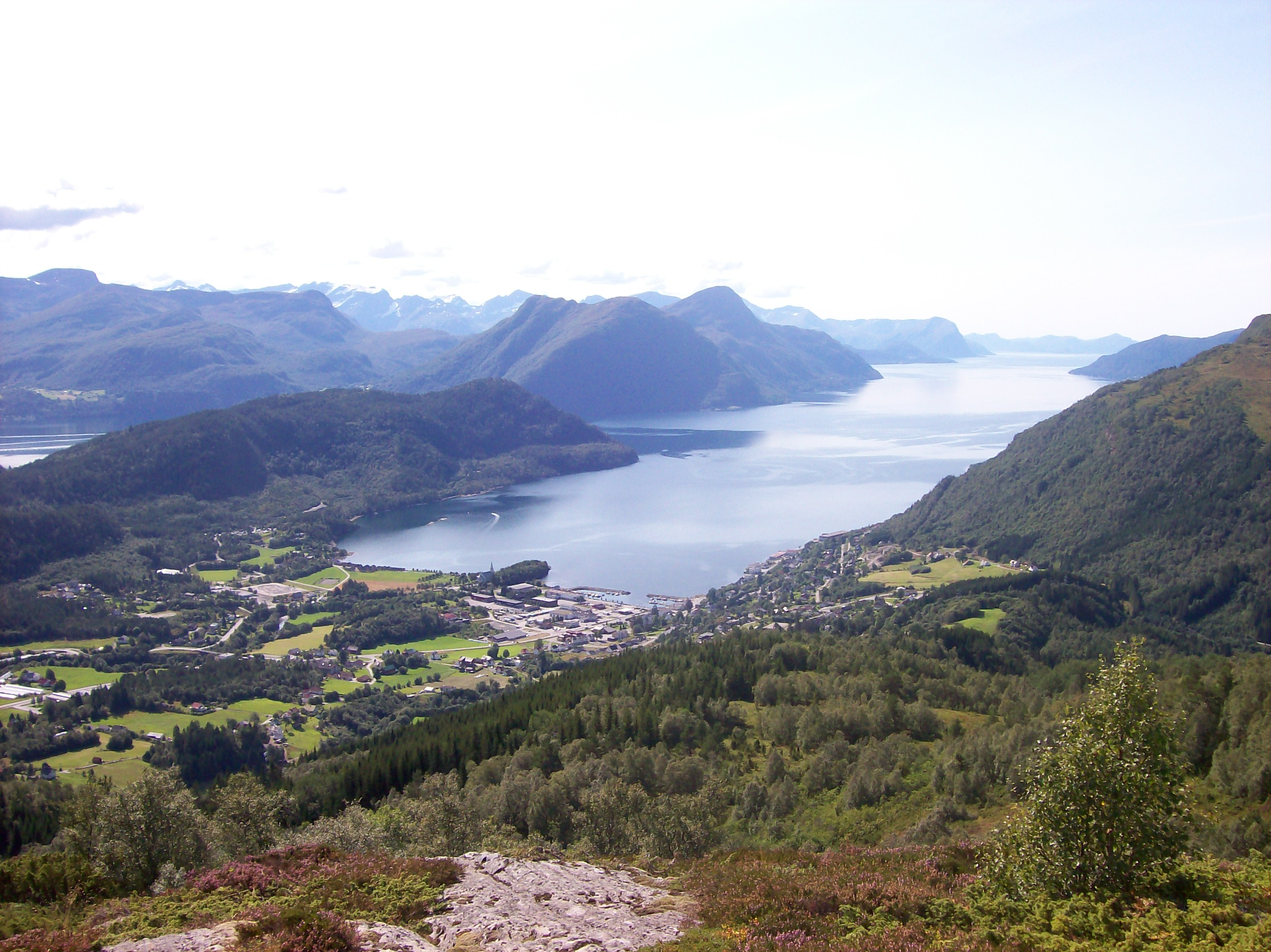
Lo Storfjord a Sjøholt, vicino Ørskog.

Il toponimo significa letteralmente "grande fiordo", ad indicarne la notevole lunghezza che ne fa il più lungo della regione e il 5º su scala nazionale. La prima parte del nome, stor, significa infatti "grande".

## Geografia
Il fiordo ha la propria foce sul mar di Norvegia tra le isole di Hareidlandet e di Sula, pochi chilometri a sud di Ålesund, e si sviluppa principalmente in direzione est-ovest con diverse ramificazioni. A partire dalla foce vi sono il Sulafjord e il Vartdalsfjord. Successivamente il fiordo si dirama nello Hjørundfjord (che a sua volta si dirama nei Norangsfjord e Storfjord) e nel Sykkylvsfjord e, nella parte più interna, nel Norddalsfjord (lungo 16 km, da cui parte il Tafjord) e nel Sunnylvsfjord (lungo 26 km, da cui ha origine il Geirangerfjord, celebre meta turistica).
L'area dello Storfjord si estende nei comuni di Sula, Ålesund, Sykkylven, Skodje, Ørskog, Stordal, Stranda e Norddal. Sulle ripide pareti che circondano il fiordo si trovano diverse fattorie storiche perfettamente conservate, tra queste si citano Ytste Skotet, Me-Åkernes, Skageflå e Knivsflå.

### Morfologia
Per via della lunghezza e delle numerose ramificazioni il fiordo caratterizza profondamente la morfologia della regione, che viene divisa in due parti collegate solo da traghetti.
L'aspetto del territorio nella regione dello Storfjord è quella tipica della Norvegia occidentale. Il fiordo è circondato da isole con montagne alte fino a 500-800 m s.l.m.. Le coste del fiordo sono tipicamente ripide, interrotte di tanto in tanto da valli pianeggianti che si estendono nell'entroterra fino a 30 km. Il paesaggio è quello tipico dei fiordi della costa occidentale, facendone una meta turistica molto battuta dai turisti in cerca di un esempio di natura e paesaggi nordici.
Il fiordo raggiunge una profondità massima di 679 metri nei pressi del villaggio di Dyrkorn, nel comune di Stordal.

## Trasporti

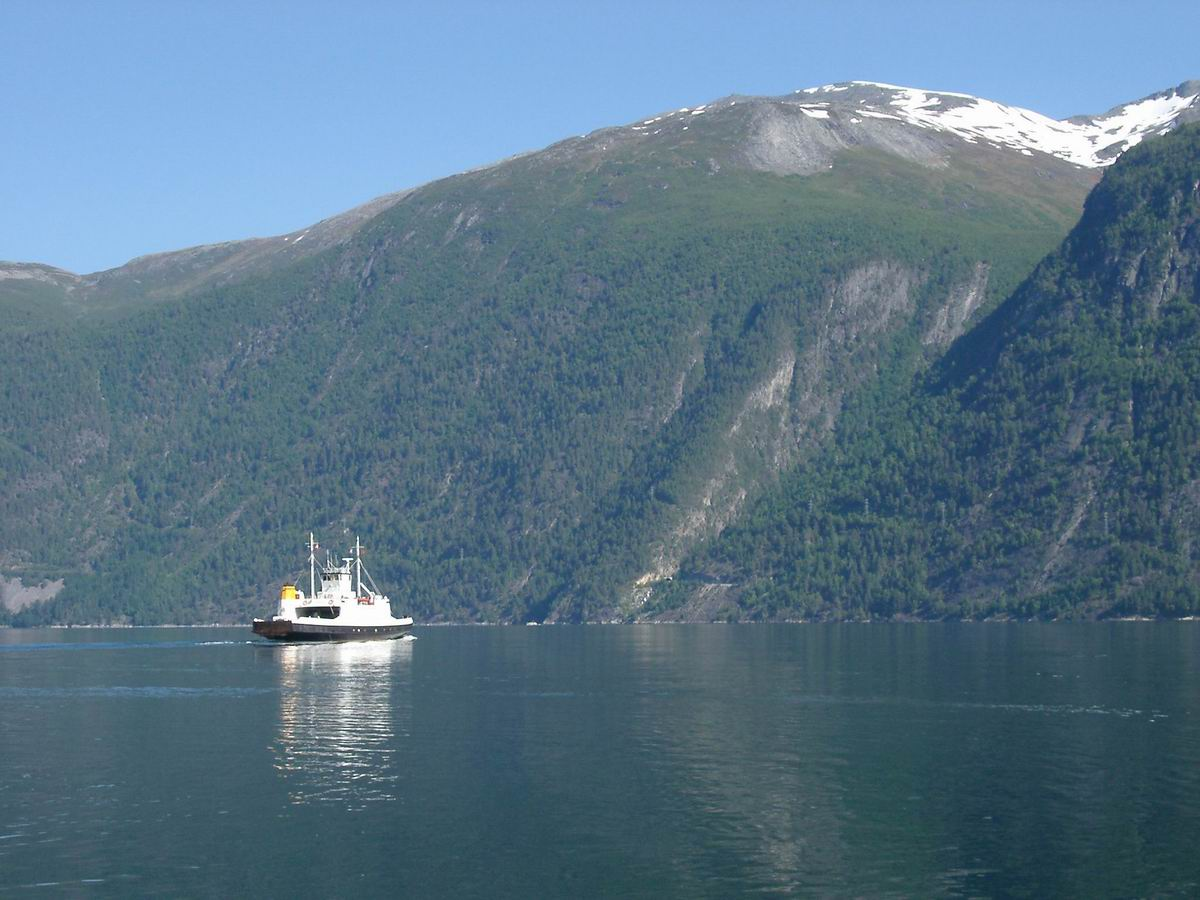
Il traghetto sulla linea Eidsdal-Linge.

L'attraversamento del fiordo è effettuato solo per mezzo di traghetti, in quanto non esistono ponti o tunnel tra le sponde della massa d'acqua. Negli ultimi anni si è fatta strada l'idea di una infrastruttura per consentire l'attraversamento del fiordo, culminata con uno studio di fattibilità presentato dallo studio Aas-Jakobsen, il quale ha esaminato diverse alternative tra cui un tunnel galleggiante sottomarino, un ponte galleggiante ed un classico ponte sospeso; quest'ultimo fu considerato la migliore alternativa dal punto di vista tecnico, tuttavia il progetto non fu approvato per questioni dovute al reperimento dei fondi necessari alla sua realizzazione.
I collegamenti con traghetti attualmente in uso sono:
- Hareid-Sulesund sul Sulafjord
- Leirvågen-Festøya-Hundeidvik sul Storfjorden e sul Hjørundfjord
- Leknes-Sæbø sul Hjørundfjord
- Ørsneset-Magerholm
- Stranda-Liabygda
- Eidsdal-Linge sul Norddalsfjord
- Geiranger-Hellesylt lungo il Geirangerfjord, operante solo d'estate

Durante l'estate il traghetto Hurtigruten percorre lo Storfjord fino al Geirangerfjord.
I collegamenti stradali sono fortemente limitati dalle ripide pareti del fiordo stesso, le poche strade corrono quasi esclusivamente nelle vallate. Sul versante settentrionale si sviluppa una rete stradale tra Tafjord e l'isola di Sula per mezzo della strada europea E39 e le locali 63, 650, 656, 60 e 61; mentre sul versante meridionale esistono solo piccoli tratti che corrono lungo il fiordo stesso.

## Galleria d'immagini

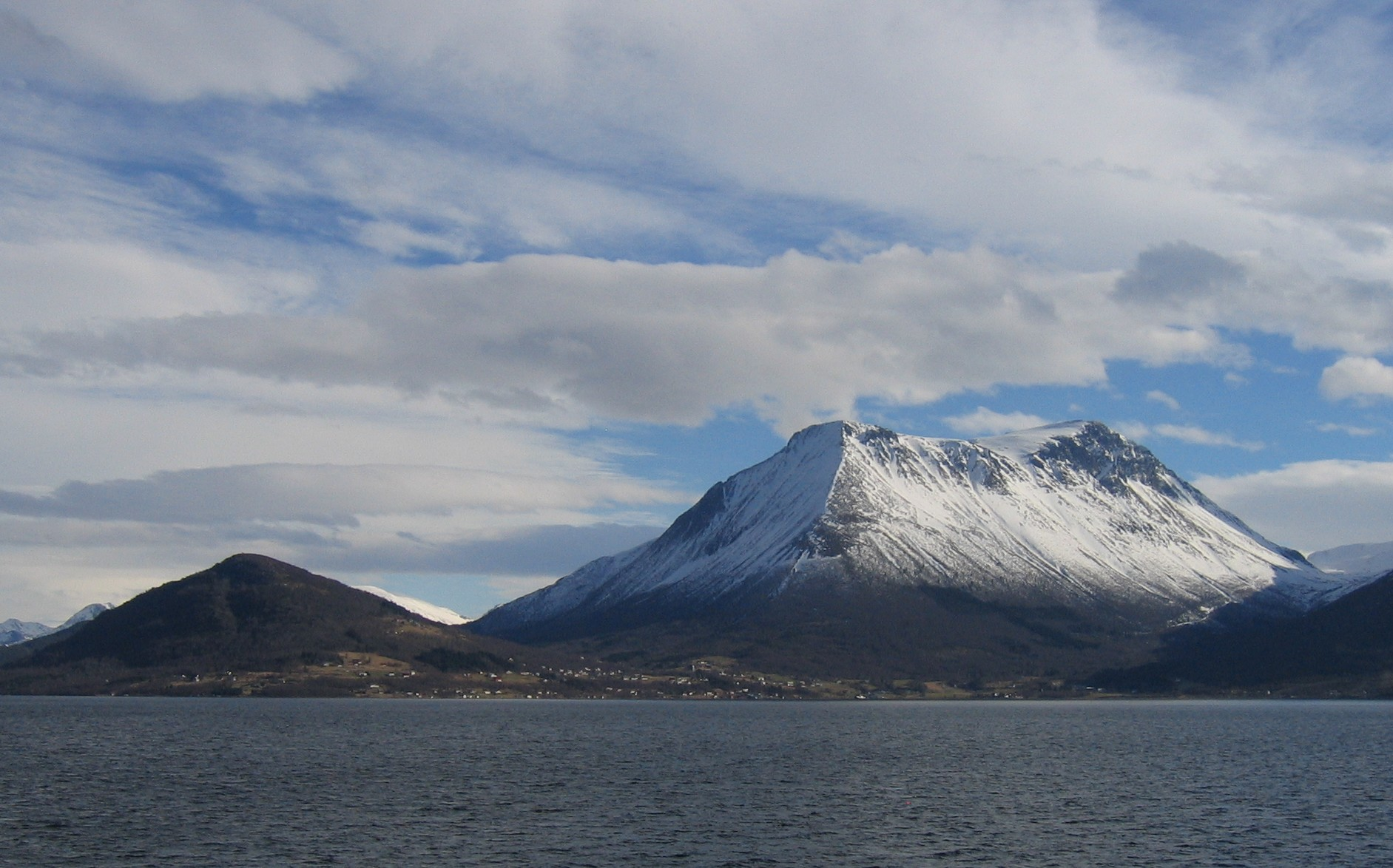
Una vista delle montagne attorno a Sykkylven viste dallo Storfjord.
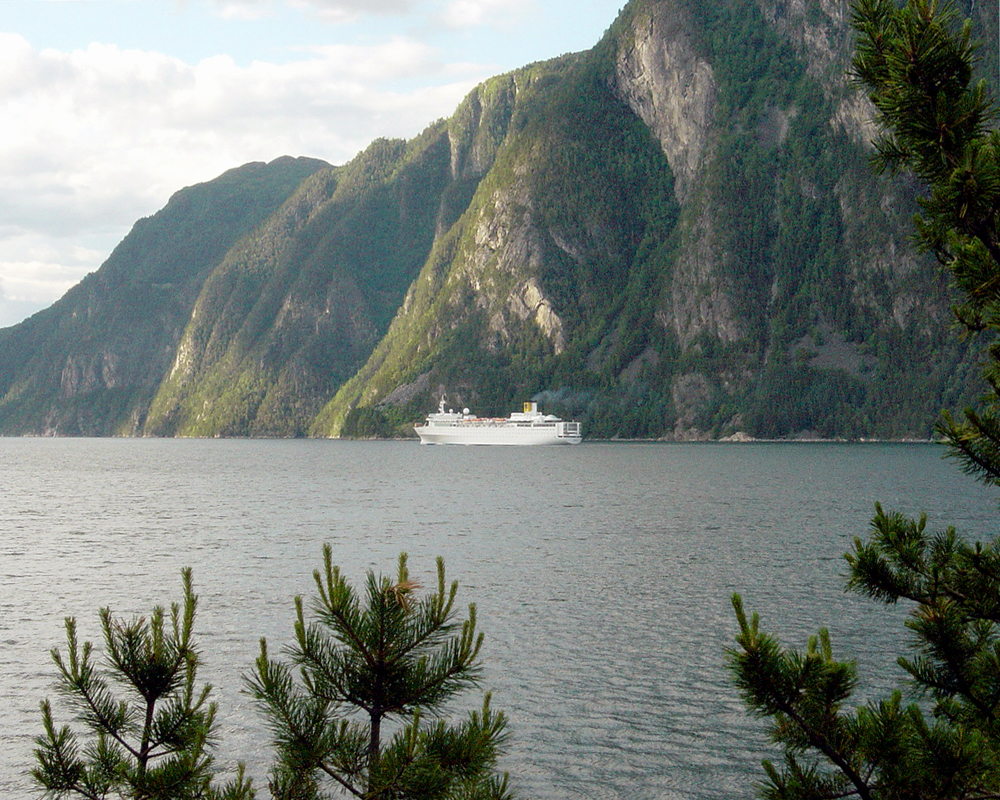
Una nave da crociera fotografata da Stranda.
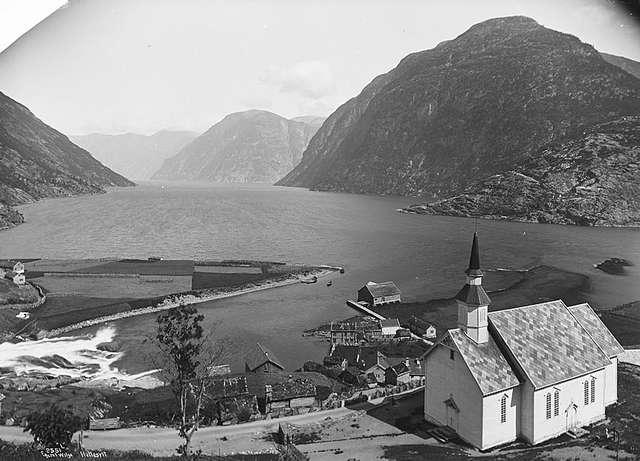
Il fiordo visto da Hellesylt in una foto del 1890.
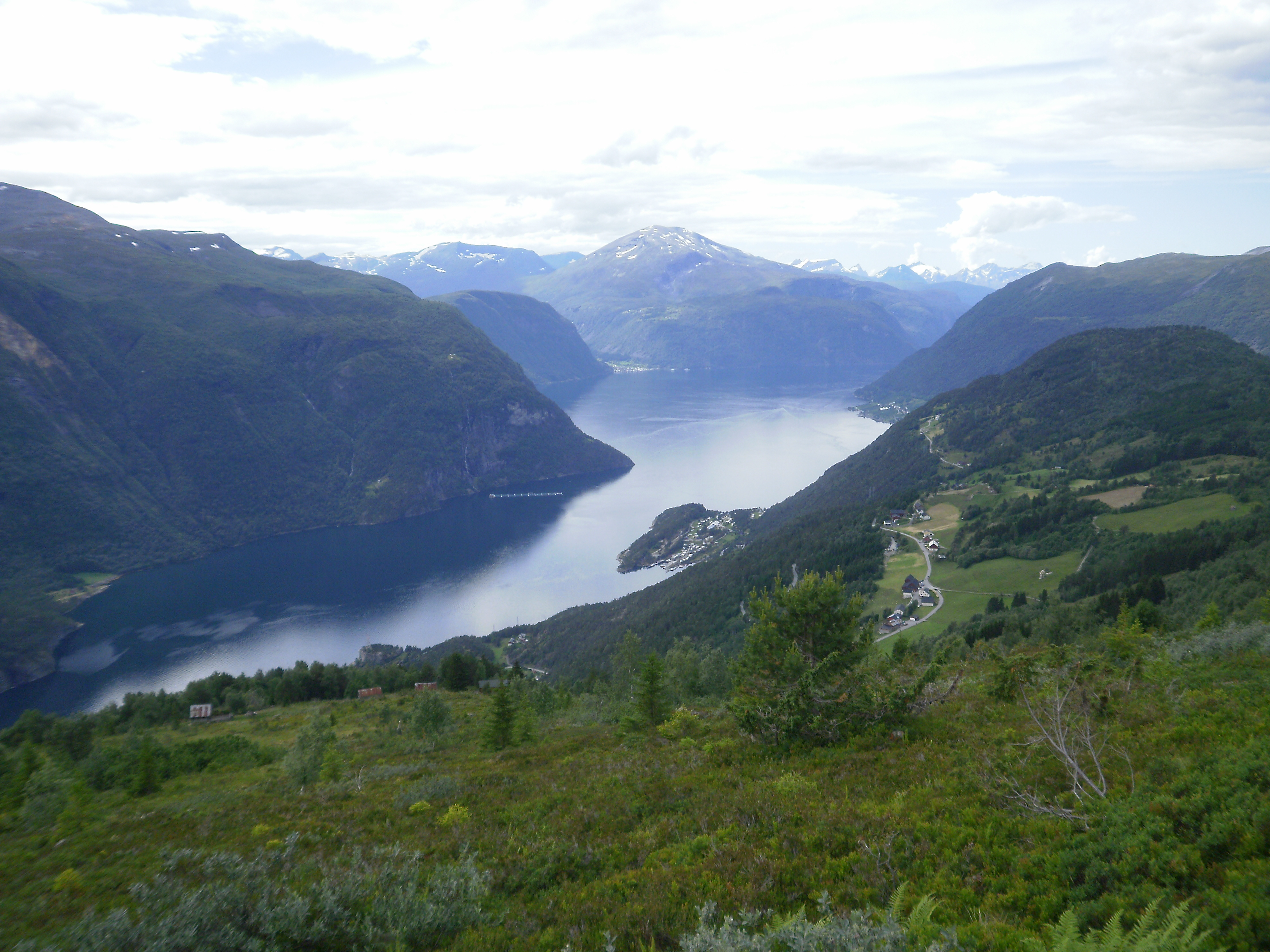
Il Tafjord seguito dal più ampio Norddalsfjord.
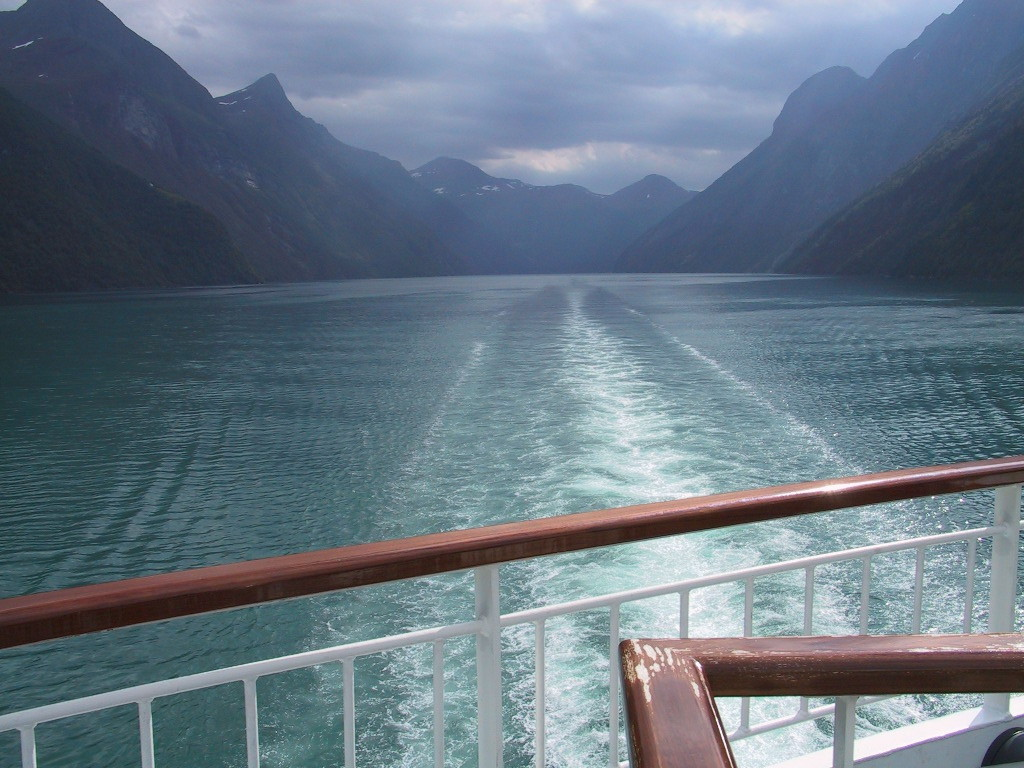
Il Geirangerfjord.
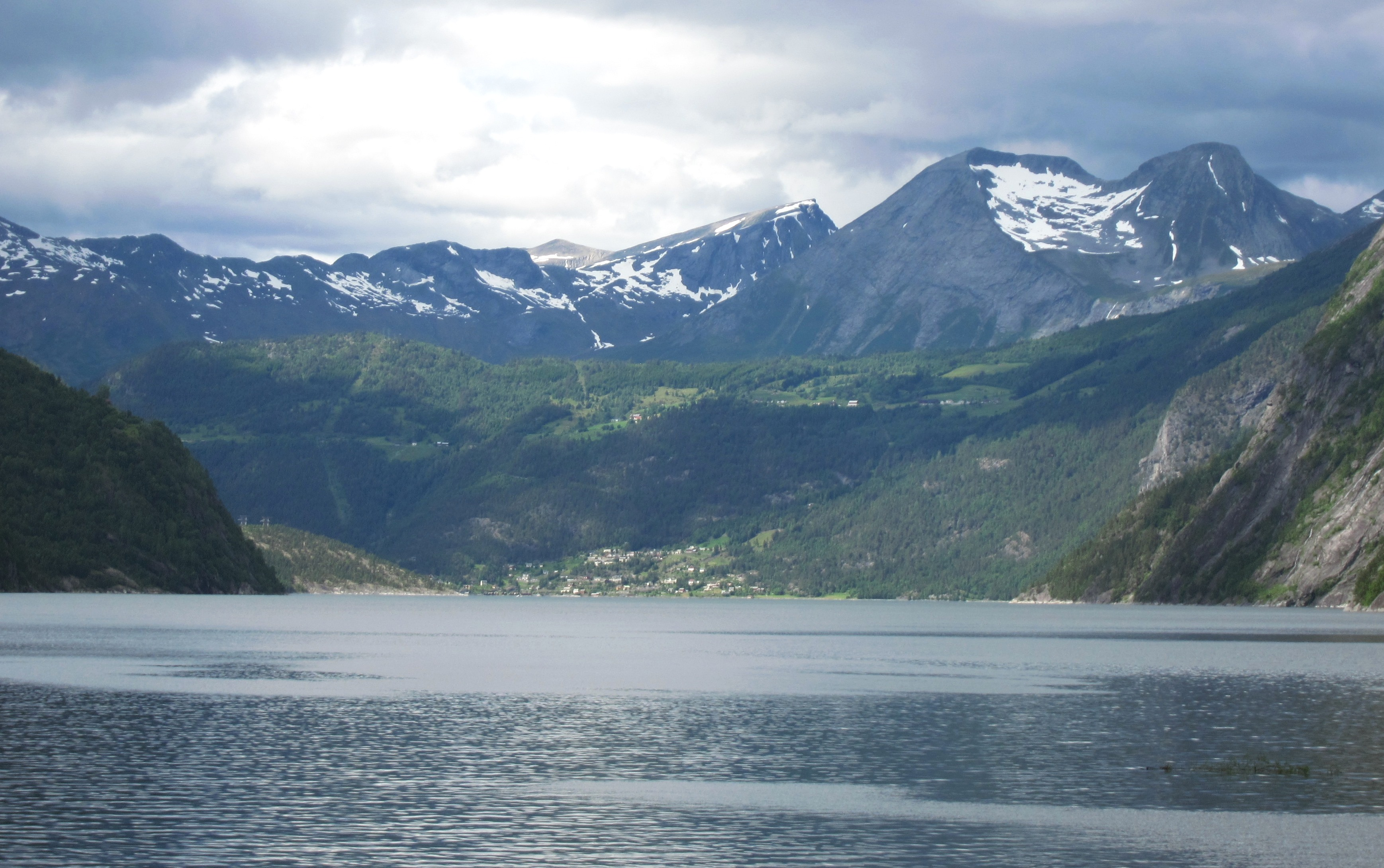
Il Tafjord e il villaggio di Fjørå con i monti Valldal sullo sfondo.